# 广东省运动会
广东省运动会（英語：Guangdong Provincial Games）是广东省规格最高、规模最大、水平最高的综合性体育赛会，由广东省体育局主办，省内各地级以上市人民政府承办，省内各地级以上市体育行政部门组团参加。中华人民共和国成立后，首届广东省运动会于1956年在广州举行，一般情况下每四年举办一次，安排在中华人民共和国全运会后的第二年举办，会期一般不超过13天。

## 历史
清朝末年，广东各界曾在广州举办过四次运动会，以田径项目为主，包括跳高、跳远及跑步等项目，参赛者均为学生，首次“广东省大运动会”于1906年1月10日至11日在广州东较场（现广东省人民体育场）举行，由当时的两广学务处主持，是广东历史上最早的运动会。中华民国成立后，首届“广东省运动会”于1912年12月在省教育署内操场（现南方戏院）举行，之后陆续举办过十一届，均在广州举行，1917年起的省运会增设除田径项目以外的团体运动、竞技运动，1921年起的省运会参赛者扩大至省内各县市及香港的学校、社团，1928年起的省运会更增设了县联赛。
中华人民共和国成立后，首届广东省运动会于1956年1月1日至3日在广州市举行，最初决定一年举办一次，第二次省运会于1957年1月举行，因国家体委决定从1959年起每四年举办一次全国运动会，广东省运动会也改为四年一次，故本次省运会后称为“1957年广东省体育运动会”，不算入届数，1959年起重新举办第二届省运会。前五届广东省运动会开闭幕式及大部分项目固定在省会广州市举行，第五届到第十届则由省内两个城市（珠三角城市和粤东西北强市）接力进行开幕式和闭幕式，比赛项目分散到全省各赛区举行，第十一届运动会开闭幕式在深圳市举行，从第十二届开始，改为由广东省内地级以上市申办，原则上70%以上的项目和开、闭幕式集中在省运会承办市举办，承办市承办的单项比赛原则上70%以上要安排在开幕式至闭幕式期间举行。

## 改革
2012年5月，广东省体育局宣布对省运会进行重大改革调整，提出将广东省中学生运动会和广东省运动会合二为一，由广东省体育局和广东省教育厅联合主办，与中学生学制接轨，由四年一届改为三年一届，并取消代表团金牌、奖牌的奖励，只设代表团团体总分奖。为顺应广东省中学生运动会赛期，原定于2014年举办的第十四届广东省运会推迟到2015年举行，与上一届省运会相隔了5年。
此举引发了一定争议，被指影响了一些专业运动员的备战周期。广东省体育局副局长高敬萍承认“在宣布省运会与省中学生运动会合并并进行赛期调整后，一些专业运动队提出了异议”，不过“以竞技体育带动学校体育的发展方向已经确定”。另外，体育部门原意是通过赛事合并，对校园体育事业起到激励作用，但待遇差别仍然存在，只有田径、游泳等少数几项比赛是竞技组与学校组的运动员同场比赛、分组进行，无法起到学生运动员与专业运动员同场竞技的效果。
2016年，经广东省政府同意，第十六届省运会与广东省中学生运动会分开举办，赛制改为四年一届，同时，从第十六届省运会开始，以群众项目为主的广东省体育大会与以竞技项目为主的广东省运动会合并举办。

## 历届省运会举办情况
| 届数     | 举办时间                | 开闭幕地点                 | 申办城市                 | 代表团数 | 运动员人数 | 项目 | 团体总分前三名   | 主题               | 吉祥物 |
| -------- | ----------------------- | -------------------------- | ------------------------ | -------- | ---------- | ---- | ---------------- | ------------------ | ------ |
| 第一届   | 1956年1月1日至1月3日    | 广州                       | 不适用                   | 8        | 452        | 3    | 广州、粤中区     |                    |        |
| 第二届   | 1959年3月22日至3月29日  | 广州                       | 不适用                   | 10       | 2537       | 20   | 不计算总分名次   |                    |        |
| 第三届   | 1964年10月18日至25日    | 广州                       | 不适用                   | 9        | 1954       | 17   | 不计算总分名次   |                    |        |
| 第四届   | 1974年9月15日至22日     | 广州                       | 不适用                   | 10       | 2290       | 14   | 不计算总分名次   |                    |        |
| 第五届   | 1978年9月17日至24日     | 广州                       | 不适用                   | 11       | 2319       | 16   | 广州、佛山、湛江 |                    |        |
| 第六届   | 1982年2月4日至10月10日  | 广州（开幕）、佛山（闭幕） | 不适用                   | 13       | 5000       | 17   | 广州、惠阳、佛山 |                    |        |
| 第七届   | 1986年6月1日至9月21日   | 江门（开幕）、韶关（闭幕） | 不适用                   | 15       | 6000       | 19   | 广州、汕头、惠阳 |                    |        |
| 第八届   | 1990年7月15日至8月31日  | 汕头（开幕）、湛江（闭幕） | 不适用                   | 20       | 5742       | 27   | 东莞、广州、汕头 |                    |        |
| 第九届   | 1994年11月4日至11月27日 | 肇庆（开幕）、东莞（闭幕） | 不适用                   | 21       | 6366       | 30   | 广州、东莞、汕头 |                    |        |
| 第十届   | 1998年10月18日至11月1日 | 珠海（开幕）、中山（闭幕） | 不适用                   | 22       | 6136       | 36   | 广州、深圳、中山 |                    |        |
| 第十一届 | 2002年12月3日至16日     | 深圳                       | 不适用                   | 22       | 8376       | 41   | 广州、深圳、中山 |                    |        |
| 第十二届 | 2006年11月11日至25日    | 佛山                       | 佛山                     | 21       | 6530       | 31   | 广州、佛山、深圳 | 精彩省运，活力佛山 | “鸿鸿” |
| 第十三届 | 2010年7月3日至16日      | 惠州                       | 惠州                     | 21       | 8000       | 27   | 广州、深圳、佛山 | 惠民之州，精彩省运 | “惠惠” |
| 第十四届 | 2015年7月25日至8月16日  | 湛江                       | 江门、湛江、汕头         | 23       | 11633      | 36   | 广州、深圳、东莞 | 蓝色湛江，金色梦想 | “湛湛” |
| 第十五届 | 2018年8月8日至20日      | 肇庆                       | 江门、肇庆               | 22       | 18000      | 41   | 广州、深圳、肇庆 | 绿色省运，砚玉肇庆 | “庆庆” |
| 第十六届 | 2022年11月5日至18日     | 清远                       | 江门、清远、汕头、茂名   | 21       | 20800      | 51   | 广州、深圳、东莞 | 山水清远，激情省运 | “清清” |
| 第十七届 | 2026年                  | 茂名                       | 与第十六届举办地一同宣布 |          |            |      |                  |                    |        |

## 事件

### 第十六届省运会男足假球事件
2022年8月7日下午，在广东省第十六届运动会男子足球乙A（U15）组决赛中，清远队在上半场以3:1大幅领先广州队的情况下连失四球，最终广州队以5:3获得冠军，比赛过程受到舆论广泛质疑，中国足球协会启动调查程序，于事件发生次日赴广州进行调查。经调查，发现两队存在操控比赛、以确保广州队获得冠军的违纪行为，广州市足球协会被予以临时暂停中国足球协会会员资格2年的处罚，清远队、恒大足球学校、广东省足球协会被通报批评，涉事管理人员和教练被终身禁止从事相关活动。广东省纪委监委对16名党员领导干部严肃问责。恒大集团宣布将恒大足球学校涉事的五人开除。

## 注
1. ↑  受新型冠状病毒肺炎疫情影响，前半程赛事于2022年6月11日至9月5日进行，后半程部分赛事于2022年11月8日结束，剩余赛事延期至2023年3月进行，开幕式原定延期至2023年3月举行，但最终没有举行，2023年4月15日，全部比赛结束，2023年8月8日，在茂名高州市根子镇举行广东省第十六届运动会总结大会，宣布本届省运会闭幕。